# Ibrahim Hamato

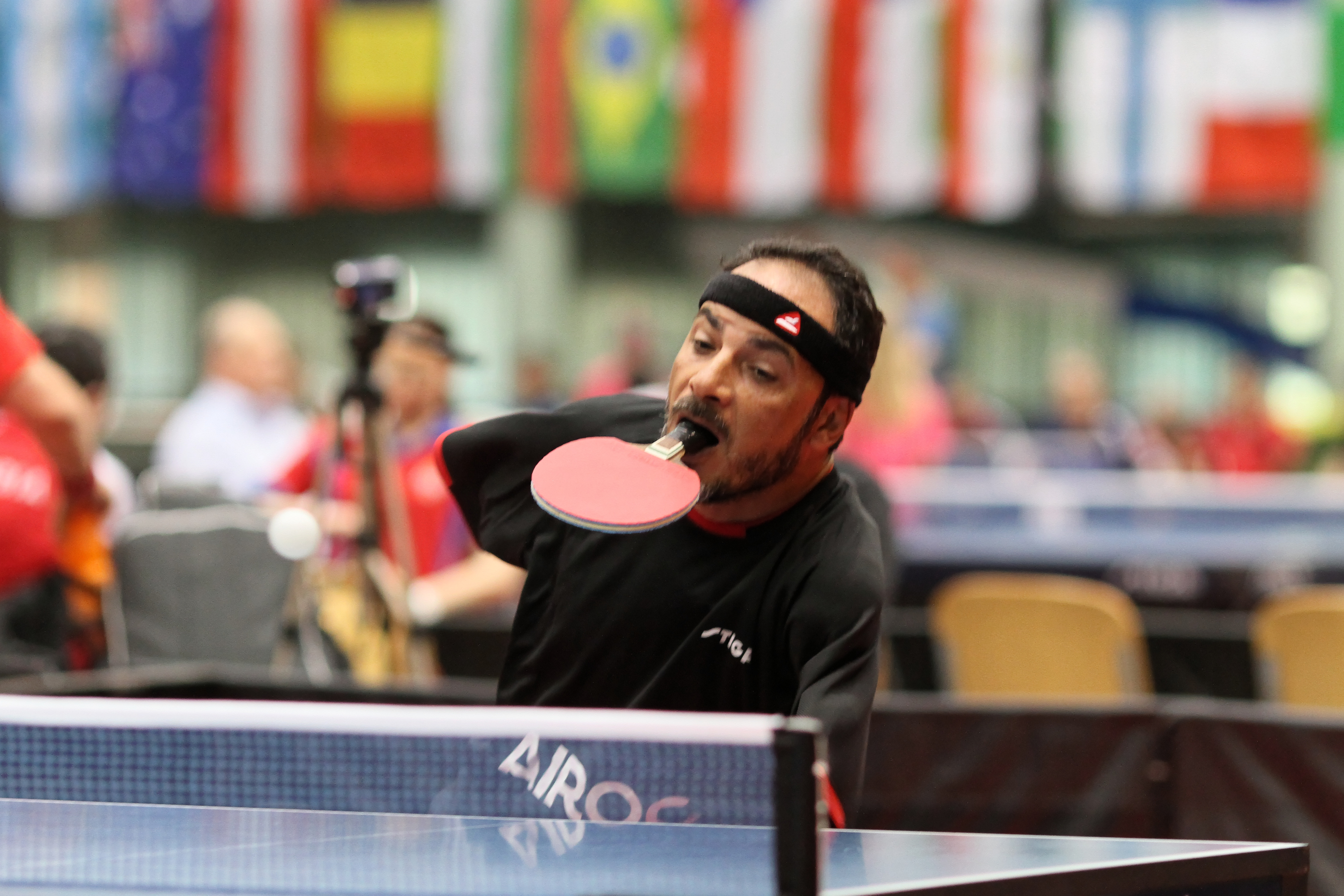
Ibrahim Hamato, 2015

Ibrahim Al Husseini Hamato (* 1. Juli 1973 in Damietta) ist ein ägyptischer Tischtennisspieler der paralympischen Startklasse TT 6. Hamato gehört somit den Sportlern an, die stehend antreten.

## Unfall und Spielweise
In Folge eines Eisenbahnunfalls im Alter von 10 Jahren mussten Hamato beide Arme amputiert werden. Bereits zuvor hatte er leidenschaftlich Tischtennis gespielt und gab diesen Sport nach dem Unfall nicht auf. Zunächst versuchte er, sich den Schläger in die Achselhöhle zu klemmen. Später entdeckte er, dass er mit dem Schläger im Mund besser zurechtkommt. Bei der Angabe schleudert er den Ball mit dem Fuß in die Luft, um ihn daraufhin mit dem Schläger ins Spiel zu bringen.

## Sportliche Laufbahn
Hamato wurde vom Präsidenten der ITTF, Adham Sharara, zur Tischtennisweltmeisterschaft 2014 nach Tokio eingeladen. Dort bekam er die Gelegenheit, gegen Tischtennis-Weltstars wie Vladimir Samsonov, Jun Mizutani, Ma Long und Wang Hao zu spielen. Hamato konnte überzeugen und die Spieler gar mit aktivem Spiel überraschen.
Bei den Afrikanischen Para-Tischtennismeisterschaften 2011 errang er in der Klasse 6–8 die Silbermedaille im Team. In den Jahren 2013 und 2015 errang er hier ebenfalls die Silbermedaille im Einzel der Klasse TT 6.
Er nahm an den Paralympischen Sommerspielen 2016 in Rio de Janeiro sowie im Jahr 2021 an den Paralympischen Sommerspielen in Tokio teil.